# 新世界 -Neo Universe-
『新世界 -Neo Universe-』（しんせかい ネオ・ユニヴァース）は、2010年3月10日に発売されたTHE ALFEE23枚目のオリジナル・アルバム。

## 概要
2010年にTHE ALFEE名義で発売された唯一のCD。
シングルは3作・合計4曲収録。そのうち3曲はアルバム・ヴァージョン。
「Single Promotion Clip & TV SPOT Collection 2007-2009」DVD付初回生産限定盤、オリジナルバンダナとオリジナルポスター付デカジャケ仕様初回限定盤、通常盤の3形態で発売された。
『Going My Way』以来3年振りにオリコンアルバムチャートトップ10入り。
通常盤ジャケットのギターは、高見沢俊彦所蔵のGibson・ES-335にイラストレーター山根Yuriko茂樹がペイントした。元のギターの色は赤。

## 収録曲

### CD（全形態共通）
全作詞・作曲：高見沢俊彦
1. Neo Universe PART I
  - 編曲：THE ALFEE with 本田優一郎
  - 「THE ALFEE 終わらない夢」オープニングテーマ（2013年4月3日～2016年1月6日）。
2. LAST OF EDEN 〜Neo Universe PART II
  - 編曲：THE ALFEE with 本田優一郎
3. 新世界を越えて 〜Neo Universe PART III
  - 編曲：THE ALFEE with 本田優一郎
4. Zipangu
  - 編曲：THE ALFEE
5. この愛を捧げて
  - 編曲：THE ALFEE
  - 59thシングル。
6. GET YOUR CHANCE
  - 編曲：THE ALFEE
  - 2016年大阪国際女子マラソンイメージソング。
7. 初恋の嵐 〜Love Hurricane
  - 編曲：THE ALFEE
8. 風の詩 (Acoustic Version)
  - 編曲：THE ALFEE
  - 57thシングルダブル表題曲。
9. リバプールから遠く離れて
  - 編曲：THE ALFEE
10. 夜明けを求めて （Album Mix） 
  - 編曲：THE ALFEE・岸利至
  - 58thシングル。
11. 桜の実の熟する時 （Album Mix）
  - 編曲：THE ALFEE・岸利至
  - 57thシングルダブル表題曲。

### DVD（DVD付初回限定盤のみ）
「Single Promotion Clip & TV SPOT Collection 2007-2009」

## 品番
- TOCT-26951（通常盤）
- TOCT-26952（初回限定盤、DVD付）
- TOCT-26953（初回限定盤、デカジャケ仕様）